# 2019년 SI 기본 단위 개정
2019년 SI 기본 단위 개정에 관한 문서이다.
2019년에 국제량체계에 명시된 7개의 SI 기본 단위 중 4개가 표준 킬로그램과 같은 인공물이 아닌 자연 물리 상수로 재정의되었다. 미터협약 144주년이 되는 2019년 5월 20일부터 킬로그램, 암페어, 켈빈, 몰은 SI 단위로 표현될 때 플랑크 상수(h), 기본 전하(e) 각각 볼츠만 상수(kB) 및 아보가드로 상수(NA)로 정의된다. 초, 미터, 칸델라는 이미 물리 상수를 사용하여 재정의되었다. 네 가지 새로운 정의는 단위 값을 변경하지 않고 SI를 개선하여 기존 측정과의 연속성을 보장하는 것을 목표로 했다. 2018년 11월, 제26차 도량형 총회(CGPM)는 이러한 변경 사항을 만장일치로 승인했으며, 국제 도량형 위원회(CIPM)는 이전에 합의된 변경 조건이 충족되었다고 판단한 후 그해 초 제안했다.  이러한 조건은 기존 SI 정의에 비해 높은 정확도로 상수를 측정하는 일련의 실험에 의해 충족되었으며 수십 년간 연구의 정점이었다.
미터법의 이전 주요 변경은 1960년 국제 단위계(SI)가 공식적으로 발표되었을 때 발생했다. 이때 미터는 재정의되었다. 정의는 미터의 원형에서 크립톤-86 방사선 스펙트럼선의 특정 파장 수로 변경되어 보편적인 자연 현상에서 파생될 수 있게 되었다. 킬로그램은 그대로 유지되어, SI 단위 정의가 의존하는 유일한 인공물인 물리적 원기(prototype)로 정의 되었다. 이때 일관성 있는 시스템인 SI는 7개의 기본 단위를 중심으로 구성되었으며, 그 권한은 다른 모든 단위를 구성하는 데 사용되었다. 2019년 SI 기본 단위 개정을 통해 SI는 7개의 정의 상수를 중심으로 구성되어 모든 단위를 이러한 상수로부터 직접 구성할 수 있다. 기본 단위의 지정은 유지되지만 더 이상 SI 단위를 정의하는 데 필수적이지 않다.
미터법은 원래 변하지 않는 현상에서 파생될 수 있는 측정 시스템으로 생각되었지만 1799년 프랑스에서 미터법이 도입되었을 때 실제적인 한계로 인해 미터 원기와 킬로그램 원기와 같은 인공물을 사용해야 했다. 그것들은 장기적인 안정성을 위해 설계되었으며, 킬로그램 원기와 그 보조 복제본은 시간이 지남에 따라 서로 상대적인 질량의 미세한 변화를 보여주었다. 이는 과학이 요구하는 정확성 증가에 적합하지 않다고 생각되어 적절한 대체품을 찾게 되었다. 일부 단위의 정의는 물의 삼중점으로 정의된 켈빈과 같이 실험실에서 정확하게 구현하기 어려운 측정값으로 정의되었다. 2019년 재정의를 통해 SI는 대부분의 단위가 기본 물리 상수를 기반으로 하는 자연 현상에서 완전히 유도될 수 있게 되었다.
많은 저자들이 개정된 정의에 대한 비판을 발표했다. 그들의 비판에는 그 제안이 돌턴의 정의와 킬로그램, 몰, 아보가드로 상수의 정의 사이의 연결을 끊는 영향을 다루지 못했다는 전제가 포함된다.

## 같이 보기
- 국제단위계
- 물리 상수
- SI 기본 단위